# Résigny
Résigny és un municipi francès situat al departament de l'Aisne i a la regió dels Alts de França. L'any 2007 tenia 164 habitants.

## Demografia

### Població
El 2007 la població de fet de Résigny era de 164 persones. Hi havia 74 famílies de les quals 26 eren unipersonals (7 homes vivint sols i 19 dones vivint soles), 22 parelles sense fills i 26 parelles amb fills.
La població ha evolucionat segons el següent gràfic:
Habitants censats

### Habitatges
El 2007 hi havia 108 habitatges, 74 eren l'habitatge principal de la família, 28 eren segones residències i 6 estaven desocupats. 107 eren cases i 1 era un apartament. Dels 74 habitatges principals, 64 estaven ocupats pels seus propietaris, 7 estaven llogats i ocupats pels llogaters i 3 estaven cedits a títol gratuït; 2 tenien una cambra, 1 en tenia dues, 8 en tenien tres, 14 en tenien quatre i 49 en tenien cinc o més. 56 habitatges disposaven pel capbaix d'una plaça de pàrquing. A 37 habitatges hi havia un automòbil i a 22 n'hi havia dos o més.

### Piràmide de població
La piràmide de població per edats i sexe el 2009 era:
| Homes | Edats   | Dones |
| ----- | ------- | ----- |
| 4     | 95 o +  | 0     |
| 0     | 90 a 94 | 4     |
| 4     | 85 a 89 | 4     |
| 0     | 80 a 84 | 4     |
| 0     | 75 a 79 | 0     |
| 12    | 70 a 74 | 0     |
| 4     | 65 a 69 | 4     |
| 4     | 60 a 64 | 16    |
| 8     | 55 a 59 | 12    |
| 4     | 50 a 54 | 8     |
| 4     | 45 a 49 | 4     |
| 8     | 40 a 44 | 8     |
| 4     | 35 a 39 | 0     |
| 4     | 30 a 34 | 8     |
| 12    | 25 a 29 | 4     |
| 4     | 20 a 24 | 16    |
| 8     | 15 a 19 | 4     |
| 0     | 10 a 14 | 4     |
| 12    | 5 a 9   | 4     |
| 0     | 0 a 4   | 4     |

## Economia
El 2007 la població en edat de treballar era de 95 persones, 60 eren actives i 35 eren inactives. De les 60 persones actives 51 estaven ocupades (35 homes i 16 dones) i 11 estaven aturades (4 homes i 7 dones). De les 35 persones inactives 12 estaven jubilades, 7 estaven estudiant i 16 estaven classificades com a «altres inactius».

### Ingressos
El 2009 a Résigny hi havia 75 unitats fiscals que integraven 169 persones, la mediana anual d'ingressos fiscals per persona era de 12.683 €.

### Activitats econòmiques
Dels 3 establiments que hi havia el 2007, 1 era d'una empresa de fabricació d'altres productes industrials, 1 d'una empresa de construcció i 1 d'una empresa de comerç i reparació d'automòbils.
Dels 2 establiments de servei als particulars que hi havia el 2009, 1 era un taller de reparació d'automòbils i de material agrícola i 1 lampisteria.
L'any 2000 a Résigny hi havia 16 explotacions agrícoles que ocupaven un total de 742 hectàrees.

## Poblacions més properes
El següent diagrama mostra les poblacions més properes.